# Хохи-гассэн
Хохи-гассэн (яп. 放屁合戦 хо:хи гассэн) — вид японских свитков с изображёнными на них сражениями пищеварительными газами.
Наряду с ёбуцу курабэ (фаллическими соревнованиями) хохи гассэн совместно составляли тематику особых средневековых свитков — кати-э, бывших одними из предвестников появления сюнги (эротических гравюр). В первой части изображалась группа мужчин с нереально большими половыми органами, обнажающая их с целью измерения длины, а во второй — группа священнослужителей и простолюдин, выпускающих друг в друга кишечные газы. В Средние века, в отличие от современности, подобные темы не были столь табуированны.